# Крутел
Крутел (фр. Croutelle) насеље је и општина у западној Француској у региону Поату-Шарант, у департману Вијена која припада префектури Поатје.
По подацима из 2011. године у општини је живело 822 становника, а густина насељености је износила 555,41 становника/km². Општина се простире на површини од 1,48 km². Налази се на средњој надморској висини од 83 метара (максималној 147 m, а минималној 100 m).

## Демографија
| 1962. | 1968. | 1975. | 1982. | 1990. | 1999. | 2011. |
| ----- | ----- | ----- | ----- | ----- | ----- | ----- |
| 313   | 335   | 336   | 452   | 448   | 649   | 822   |

График промене броја становника у току последњих година